# Amnemopsyche
Amnemopsyche là một chi bướm đêm thuộc họ Geometridae.